# Wadim Sidorow
Wadim Sidorow (russisch Вадим Сидоров, engl. Transkription Vadim Sidorov; * 11. April 1959) ist ein ehemaliger russischer Marathonläufer, der für die Sowjetunion startete.
1980 wurde er beim sowjetischen Ausscheidungskampf für die Olympischen Spiele in Moskau Elfter in 2:13:18 h. Bei den Crosslauf-Weltmeisterschaften 1981 belegte er den 81. Platz.
Seinen größten Erfolg hatte er 1982, als er den Tokyo International Men’s Marathon in der sowjetischen Rekordzeit von 2:10:33 gewann. 
1991 wurde er Zweiter bei der sowjetischen Meisterschaft in 2:13:49 und gewann den Budapest-Marathon.